# 위장파열

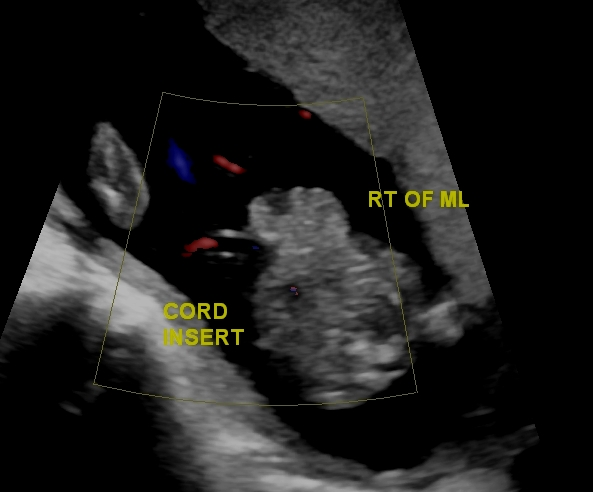

위장파열(Gastroschisis)은 아이의 위장관계가 배꼽 옆의 구멍을 통해 배 바깥으로 확장된 선천성 장애이다. 구멍의 크기는 가변적이며 위와 간을 포함한 다른 장기들 또한 몸 바깥에서 발생할 수도 있다.
임신 중에는 증상이 없다. 병인은 일반적으로 미상이다. 치료는 수술이 동반되며 보통 출생 직후 이루어진다.